# Delia pseudofugax
Delia pseudofugax är en tvåvingeart som först beskrevs av Gabriel Strobl 1893.  Delia pseudofugax ingår i släktet Delia och familjen blomsterflugor. Inga underarter finns listade i Catalogue of Life.